# Lauxania atrovirens
Lauxania atrovirens är en tvåvingeart som beskrevs av Friedrich Hermann Loew 1862. Lauxania atrovirens ingår i släktet Lauxania och familjen lövflugor. Inga underarter finns listade i Catalogue of Life.